# Міжштатна автомагістраль H-1
Міжштатна автомагістраль H-1 (Interstate H-1, H-1) — найбільш завантажене шосе системи в штаті Гаваї, США, розташоване на острові Оаху. Не зважаючи на номер шосе має східно-західну орієнтацію. Вся нумерація серії H (від англ. Hawaii) відображає порядок заснування та будівництва шосе.
На деяких картах позначається як Швидкісна автострада королеви Ліліуокалані (англ. Queen Liliʻuokalani Freeway). Це шосе є найпівденнішим та найзахіднішим шосе системи інтерстейтів.